# Exclusion bancaire
 (novembre 2010).
Si vous disposez d'ouvrages ou d'articles de référence ou si vous connaissez des sites web de qualité traitant du thème abordé ici, merci de compléter l'article en donnant les références utiles à sa vérifiabilité et en les liant à la section « Notes et références ».
L'exclusion bancaire est la caractéristique des personnes rencontrant de telles difficultés d’accès ou d’usage dans leurs pratiques bancaires qu’elles ne peuvent pas ou plus mener une vie sociale normale.

## Définition de l’exclusion bancaire
L’exclusion bancaire désigne différents types de situations : le fait d'accumuler les frais bancaires, le surendettement, ne pas avoir de compte de dépôt ou de carte bancaire, ne pas pouvoir accéder à un crédit adapté à ses besoins, etc.
Georges Gloukoviezoff, docteur en économie et fondateur de 2G Recherche, en donne la définition suivante : « L’exclusion bancaire et financière concerne les personnes rencontrant de telles difficultés d’accès ou d’usage dans leurs pratiques bancaires qu’elles ne peuvent pas ou plus mener une vie sociale normale ». 
Ces difficultés comprennent : 
- l’accès et l’usage d’un compte bancaire et des moyens de paiement associés ;
- l’accès et l'usage du crédit ;
- l'accès et l'usage des produits d'épargne.

Il faut donc distinguer les difficultés d’accès, des difficultés d’utilisation des services bancaires et faire le lien entre ces difficultés et leurs conséquences pour les personnes concernées. L'exclusion bancaire est ainsi un processus qui débute par des difficultés d'usage (avoir un crédit à la consommation dont les mensualités sont trop élevées par exemple) et se termine par des difficultés d'accès (se voir refuser l'accès à un compte de dépôt).
Georges Gloukoviezoff estime à environ 5 millions le nombre des Français confrontés au processus d’exclusion bancaire. Un chiffre qui pourrait augmenter en raison de la hausse du nombre de dossiers de surendettement ces dernières années et de la précarisation d’une partie des travailleurs à faible revenu. Néanmoins en 2012, 99 % des ménages auraient accès à un compte bancaire.

## Réglementation française contre l’exclusion bancaire
1984 : Droit au compte : toute personne ne possédant aucun compte en banque et se voyant refuser l’ouverture d’un compte par une banque, peut s’adresser à la Banque de France qui désignera un établissement bancaire qui aura l’obligation de lui ouvrir un compte. 
1989 : la loi Neiertz a créé « une commission de surendettement » qui analyse la situation de l’emprunteur surendetté qui en fait la demande. Cette commission peut décider de rééchelonner, voire d’annuler certaines dettes si elles ont été contractées lorsque le consommateur était déjà surendetté.
1998 : le Droit au Compte est complété par un « service bancaire de base » :
- l’ouverture, la tenue et la clôture du compte ;
- un changement d’adresse une fois par an ;
- un relevé de compte au moins une fois par mois ;
- des relevés d’identité bancaire à la demande ;
- l’encaissement de virements reçus ;
- l’encaissement de chèques déposés sur le compte ;
- le dépôt et le retrait d’espèces (dans la banque) ;
- le paiement par prélèvements, titres interbancaires de paiement (TIP) ou virement ;
- un moyen de consulter à distance le solde du compte ;
- une carte de paiement à autorisation systématique ou, à défaut, une carte autorisant des retraits d’espèces hebdomadaires sur les distributeurs de billets de la banque
- deux chèques de banque au maximum par mois.

2009 : Charte d’accessibilité pour renforcer l’effectivité du droit au compte de l’AFECEI : elle vise à consolider la procédure et l'effectivité du droit au compte (précise notamment les modalités et délais des échanges des établissements de crédit avec la Banque de France et l'information des clients). 
2005 : création du Fonds de cohésion sociale qui facilite l’accès au crédit pour les consommateurs les plus fragiles.
2010 : La loi n° 2010-737 du 1er juillet 2010. Cette loi a pour objectif de renforcer la prévention du surendettement : 
- contrôle de la publicité pour les crédits renouvelables ;
- information des clients sur le risque d’endettement ;
- allongement du droit de rétractation du consommateur (de 7 à 14 jours).

2013
Loi 2013-672 du 26 juillet 2013 de séparation et de régulation des activités bancaires :
- plafonnement des commissions d’intervention (dont plafond spécifique aux clients fragiles) ;
- distribution d’une offre adaptée aux besoins des clients fragiles (OCF) ;
- signature par les banques d’une charte d’inclusion bancaire et de prévention du surendettement ;
- création d’un Observatoire de l’inclusion bancaire sous l’égide de la Banque de France.

La charte d'inclusion bancaire a été signée en 2014 et est entrée en vigueur en 2015.

## L'observatoire de l'inclusion bancaire
L'observatoire réunit 6 représentants des établissements de crédit, 6 représentants des pouvoirs publics et  représentants des associations de consommateurs, familiales et de lutte contre l'exclusion. Il est présidé par le Gouverneur de la Banque de France. 
L'observatoire présente un rapport annuel. En octobre 2016, l'Observatoire  a publié son premier rapport annuel.. 
Le rapport pour l'année 2018 fait apparaître que 3,4 millions de clients, détectés principalement par le surendettement, sont considérés comme fragiles à fin 2018. La procédure de droit au compte a concerné 48 000 personnes physiques. En un an, l'endettement global des ménages en situation de surendettement est en recul de 8,8%, à 6,6 milliards d’euros.